# Marsdenia littoralis
Marsdenia littoralis är en oleanderväxtart som först beskrevs av Carl Ludwig von Blume, och fick sitt nu gällande namn av P.I. Forster. Marsdenia littoralis ingår i släktet Marsdenia och familjen oleanderväxter. Inga underarter finns listade i Catalogue of Life.